# レグニッツローザウ
レグニッツローザウ (ドイツ語: Regnitzlosau) は、バイエルン州オーバーフランケン行政管区ホーフ郡に属する町村（以下、本項では便宜上「町」と記述する）。この町のヒンタープレクス地区は、チェコ＝フランケン（バイエルン）＝ザクセンの3つの境界に位置するフォクトラントに属する。
この自治体は、チェコ - ドイツの友好連盟であるFreunde im Herzen Europasを構成する自治体の一つである。

## 地理

### 自治体の構成
この町は、公式には 31の地区 (Ort) からなる。このうち孤立農場などを除く集落を以下に列記する。
| - ドライゼンドルフ - ホーエンベルク - ネントシャウ - オーバープレックス - オセック・アム・ヴァルト - プレックス | - ライチン - レギニッツローザウ - シュヴェーゼンドルフ - トローゲナウ - フィーアシャウ - ヴァインツリッツ |

## 歴史
1234年にラテン語で"de Lasan"（von Losau、フォン・ローザウ）と名のる3人の貴族について記述されているのが、初出である。Cunradus de Lasan, Arnoldus de Lasan, Ciban de Lasanが、その3人である。現在の名称レグニッツローザウは、レグニッツ川がザーレ川に注ぎ込むことに由来する。

## 社会資本
レグニッツローザウは連邦アウトバーンA93沿いに位置し、インターチェンジがある。フランクフルト・アム・マインへの便があるホーフ/プラウエン空港はレグニッツローザウから15kmの位置にある。

## 引用
1. ↑  https://www.statistikdaten.bayern.de/genesis/online?operation=result&code=12411-003r&leerzeilen=false&language=de Genesis-Online-Datenbank des Bayerischen Landesamtes für Statistik Tabelle 12411-003r Fortschreibung des Bevölkerungsstandes: Gemeinden, Stichtag (Einwohnerzahlen auf Grundlage des Zensus 2011)
2. ↑  Bayerische Landesbibliothek Online